# Mont Magnitnaïa
Le mont Magnitnaïa (Магнитная гора, Magnitnaïa gora) est un sommet de l'Oural culminant à 614 m d'altitude près de la ville de Magnitogorsk, en Russie. Riche en fer, cette montagne est étroitement liée à l'histoire de Magnitogorsk, qui lui doit son développement, surtout après la mise en fonctionnement du combinat métallurgique. On estime aujourd'hui que ses réserves arrivent à épuisement.

## Toponymie

Le mont Magnitnaïa symbolisé sur le drapeau de Magnitogorsk.

Le terme russe гора se traduit par « mont, montagne ». L'origine de cet oronyme tient de la forte teneur en fer du site : l'adjectif « magnétique » se traduit en russe магнитный (Magnitniï), qui au féminin donne Магнитная (Magnitnaïa). Cette analyse semble expliquer la toponymie par le magnétisme de la montagne inhérent à se forte teneur en fer ; le mont Magnitnaïa signifie la « montagne magnétique ».

## Histoire
À côté de la montagne s'est construit un petit village, fondé en 1743 autour d'un fort cosaque, pour sécuriser les frontières nouvellement établies, et protéger Orenbourg.
Dès 1747, un industriel analyse la possibilité d'exploitation de minerai. Entre les années 1820 et 1890, la montagne fait l'objet de prospection de nombreux scientifiques, qui publient des cartes, des relevés géologiques et des rapports.
À partir de 1900, la montagne intéresse le pouvoir qui encourage sa mise en exploitation, et la question de sa connexion au rail est étudiée.
En 1912, onze puits sont creusés pour la recherche, qui conclut à la présence de 87 millions de tonnes de minerai concentré. De nombreuses autres études complètent la base de connaissance jusqu'au début de la Première Guerre mondiale.
Cette montagne est à l'origine du Combinat métallurgique de Magnitogorsk, fondé sous l'époque soviétique.